# 愛爾蘭國旗
爱尔兰国旗，亦称爱尔兰三色旗，由绿、白、橙三等份組成，长宽比例是2:1，自1848年出现，目前是爱尔兰共和国的国旗。

## 历史

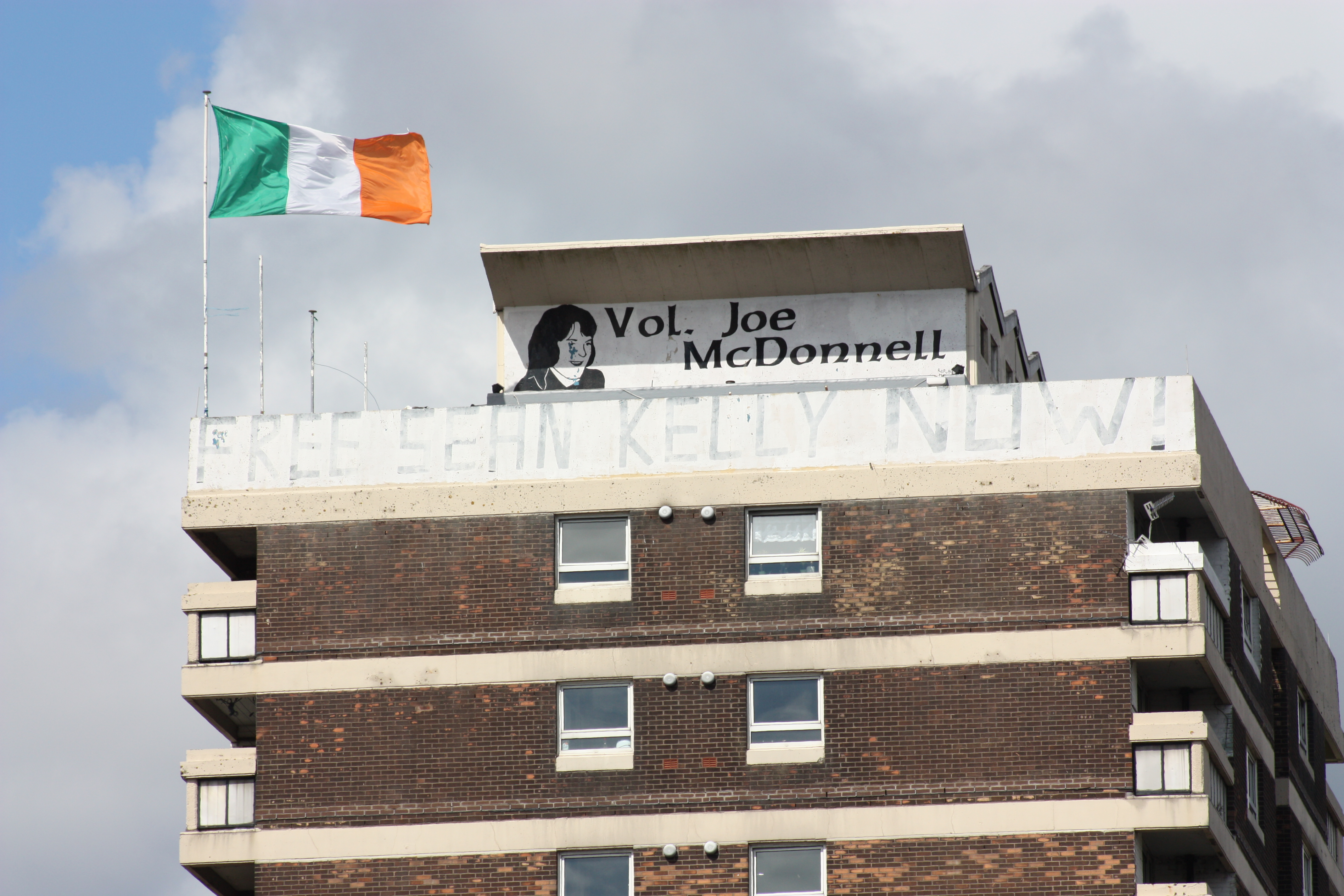
在北爱尔兰首府貝爾法斯特民族主義者聚居地的三色旗

爱尔兰三色旗最早于1848年由托马斯·弗朗西斯·米格尔在沃特福德庆祝法国二月革命的演说中使用。此后，爱尔兰三色旗被1916年复活节起义期间宣告成立的爱尔兰共和国首次采用作为国家的象征，在都柏林郵政總局大樓上面升起。1922年成立的爱尔兰自由邦，以及1937年成立的爱尔兰共和国，均采用爱尔兰三色旗作为国旗。在北爱尔兰，三色旗也被爱尔兰民族主义者作为爱尔兰岛的象征，包括盖尔运动协会也采用三色旗。

## 设计

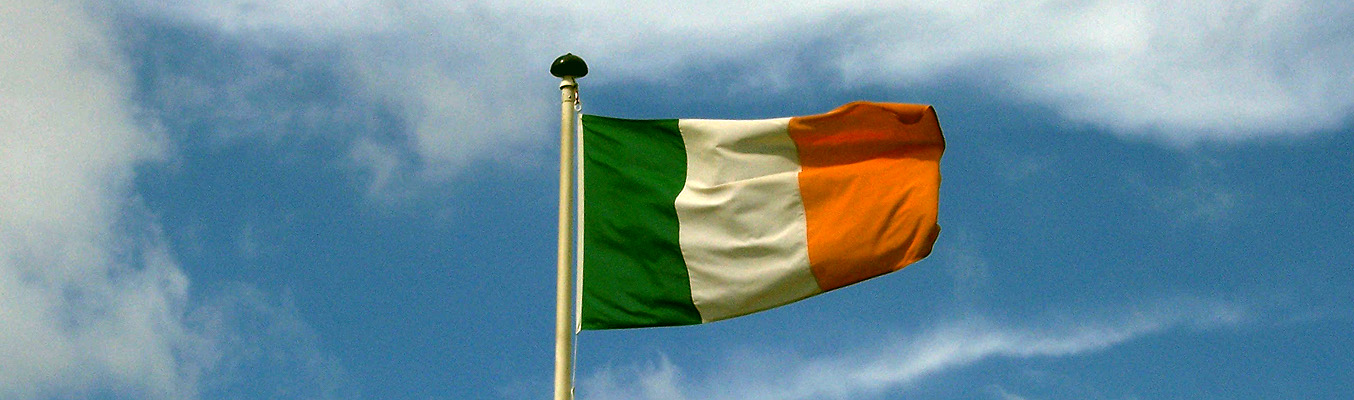
橫挂爱尔兰国旗时，绿色必须位于旗杆侧

### 颜色和比例
《爱尔兰宪法》第七条规定：
|  | 爱尔兰国旗为绿、白、橙三色旗。 |

- 具體規定以總理辦公室頒佈的規定為準。而根據總理辦公室的規定，爱尔兰国旗由绿、白、橙三等份組成，長寬比例是2:1；橫挂爱尔兰国旗时，绿色必须位于旗杆一侧。總理辦公室同時規定了国旗的標準顏色[3]：

| 顏色標準     | 绿       | 白          | 橙        |
| ------------ | -------- | ----------- | --------- |
| 彩通代碼     | 347      | White       | 151       |
| 網頁顏色標準 | #009A49  | #FFFFFF     | #FF7900   |
| 三原色光标准 | 0-154-73 | 255-255-255 | 255-121-0 |

- 習慣上，只要顏色和比例正確，任何人可以製作任何尺寸的国旗[3]。

- 在某些非正式的场合，有时会用绿、白、金三色來代替绿、白、橙三色，其中橙色有时会被描述为金黄色[6]。根据总理办公室的规定，这种做法如果应用于国旗，是「應該要主動阻止的」。如果是因為国旗老化而導致褪色，应当更换新的国旗[3]。

### 象征和意义
根據爱尔兰政府的官方解釋，绿色象征爱尔兰的盖尔和天主教傳統，橙色象征來自尼德兰奥伦治-拿索王朝的英王威廉三世、佔愛爾蘭少數新教的追隨者，白色象征希望雙方和平共存。歷史上，愛爾蘭用绿色來代表爱尔兰共和主義和天主教徒的象征，可以追溯到18世紀90年代的聯合爱尔兰人會运动。而用橙色來做威廉三世的支持者及新教徒的象征，就是因為威廉三世出自尼德兰的奥伦治-拿索王朝，而奥伦治-拿索王朝是用橙色來做代表色的，「奥伦治」（Oranje）这个词本身亦有「橙色」的意思。正因如此，北愛爾蘭的聯合派支持者會支持使用愛爾蘭國旗作為統一旗幟。

### 相关守则
- 在爱尔兰共和国国內，任何旗都不可以掛得比爱尔兰国旗高；
- 在巡遊隊伍裡面的爱尔兰国旗，必須位於「顯眼的位置」；
- 如果同另一面国旗交叉擺放的話，爱尔兰国旗要在觀察者視角的左邊；
- 竖挂的時候，绿色要位於最上邊；
- 爱尔兰国旗不可以前傾45度，哀悼往生者例外；
- 靈柩覆蓋爱尔兰国旗的時候，绿色一定要向頭部方向；其他情況下，爱尔兰国旗不可以平鋪[3]。

## 相似旗帜
爱尔兰国旗容易与科特迪瓦国旗混淆。两者都是白绿橙三色，但顺序和比例都不一样。
爱尔兰三色旗最初由米格尔使用，受法国和米格尔父亲出生的纽芬兰启发，由米格尔创制。很多国家的国旗都采用三色旗的形式，其中法国、纽芬兰、意大利和象牙海岸的三色旗和爱尔兰三色旗最为相似。
- 法国国旗
- 紐芬兰三色旗
- 意大利国旗
- 象牙海岸国旗